# Jermaine Anderson
Jermaine Anderson (* 8. Februar 1983 in Toronto, Ontario) ist ein ehemaliger kanadischer Basketballspieler. Er spielte auf der Position des Point Guard.

## Laufbahn

### Basketballspieler
Anderson spielte als Jugendlicher für die Schulmannschaft der Eastern Commerce High School in Toronto und von 2002 bis 2006 in den Vereinigten Staaten für die Fordham University. In der Saison 2005/06 kam er auf durchschnittlich 15,6 Punkte, 3,4 Assists (Vorlagen) und holte 3,7 Rebound pro Spiel.
Zu Beginn der Saison 2007/2008 spielte er für den deutschen Bundesligisten Brose Baskets, die er aber im Dezember 2006 nach  wieder verließ. Nach Stationen in Polen und in seinem Heimatland ging er im Februar 2008 in die Bundesliga zurück und verstärkte die Walter Tigers Tübingen. Nach guten Leistungen in Tübingen verließ er die Mannschaft im Anschluss an die Saison 2008/09. In der Saison 2011/12 gewann er mit Budućnost Podgorica sowohl den montenegrinischen Meistertitel als auch den Pokalwettbewerb. 2012/13 lief er für den Bundesligisten Braunschweig auf, zwischen 2013 und 2015 bestritt der Kanadier 67 Bundesliga-Spiele für TBB Trier und erhielt in beiden Spieljahren bei den Moselstädtern rund 30 Minuten Einsatzzeit pro Partie. Zusammengerechnet kam Anderson in seiner Laufbahn für vier verschiedene Bundesliga-Vereine auf insgesamt 157 Einsätze in der höchsten deutschen Spielklasse.
Anderson war zeitweilig Kapitän der kanadischen Nationalmannschaft. Er nahm an der Weltmeisterschaft 2010 sowie den Amerikameisterschaften 2005, 2007, 2009, 2011, 2013 und 2017 teil.

### Basketballfunktionär und Basketballtrainer
Nach dem Ende seiner Spielerlaufbahn wurde er im Trainerstab von Kanadas Nationalmannschaft für Spielerweiterentwicklung verantwortlich. Im Sommer 2019 übte er diese Tätigkeit auch für die chinesische Mannschaft Shanghai Sharks aus. Im Dezember 2019 wurde er Manager der Mannschaft Hamilton Honey Badgers aus der kanadischen Profispielklasse Canadian Elite Basketball League (CEBL).